# Клепинінська сільська рада
Клепи́нінська сільська́ ра́да — адміністративно-територіальна одиниця та орган місцевого самоврядування у Красногвардійському районі Автономної Республіки Крим. Адміністративний центр — село Клепиніне.

## Загальні відомості
- Населення ради: 3 484 особи (станом на 2001 рік)

## Населені пункти
Сільській раді були підпорядковані населені пункти:
- с. Клепиніне
- с. Карпівка
- с. Яструбівка

## Склад ради
Рада складалася з 20 депутатів та голови.
- Голова ради: Осьмачкин Сергій Єгорович
- Секретар ради: Нестеренко Інна Іванівна

### Керівний склад попередніх скликань
| Прізвище, ім'я, по батькові    | Основні відомості                                                                       | Дата обрання | Дата звільнення |
| ------------------------------ | --------------------------------------------------------------------------------------- | ------------ | --------------- |
| Коваленко Людмила Олексіївна   | Сільський голова, 1958 року народження, член Народної партії                            | 26.03.2006   | 01.05.2007      |
| Буряков Микола Андрійович      | Сільський голова, 1951 року народження, безпартійний                                    | 19.08.2007   | 19.09.2008      |
| Остапенко Анатолій Миколайович | Сільський голова, 1959 року народження, безпартійний                                    | 03.05.2009   | 31.10.2010      |
| Осьмачкин Сергій Єгорович      | Сільський голова, 1961 року народження, освіта середня спеціальна, член Партії регіонів | 31.10.2010   |                 |

Примітка: таблиця складена за даними сайту Верховної Ради України

### Депутати
За результатами місцевих виборів 2010 року депутатами ради стали:

#### За суб'єктами висування
| Суб'єкт висування           | Кількість обраних депутатів | %    |
| --------------------------- | --------------------------- | ---- |
| Самовисування               | 21                          | 95,5 |
| Комуністична партія України | 1                           | 4,5  |

#### За округами
| № округу                    | Прізвище, ім'я, по батькові    | Дата визнання обраним | Освіта             | Партійна приналежність            | Відомості про обраного депутата                                                                      |
| --------------------------- | ------------------------------ | --------------------- | ------------------ | --------------------------------- | --- |
| Комуністична партія України |                                |                       |                    |                                   | |
| 3                           | Панасенкова Ніна Петрівна      | 03.11.2010            | середня            | член Комуністичної партії України | пенсіонер                                                                                            |
| Самовисування               |                                |                       |                    |                                   | |
| 1                           | Кочеткова Катерина Григорівна  | 03.11.2010            | середня            | позапартійна                      | Клепинінська загальноосвітня школа, завгосп                                                          |
| 2                           | Чиркіна Лідія Василівна        | 03.11.2010            | середня спеціальна | позапартійна                      | пенсіонер                                                                                            |
| 4                           | Горчакова Людмила Миколаївна   | 03.11.2010            | середня спеціальна | позапартійна                      | тимчасово не працює                                                                                  |
| 5                           | Климович Андрій Васильович     | 03.11.2010            | вища               | член Партії регіонів              | Клепинінська сільська рада, бухгалтер                                                                |
| 6                           | Нестеренко Інна Іванівна       | 03.11.2010            | середня спеціальна | член Партії регіонів              | Клепинінська сільська рада, секретар                                                                 |
| 7                           | Томашов Сергій Вікторович      | 03.11.2010            | вища               | позапартійний                     | Кримський інститут АПВ УААН, старший науковий співробітник                                           |
| 8                           | Клімпарська Людмила Олексіївна | 03.11.2010            | середня спеціальна | позапартійна                      | Кримський інститут АПВ УААН, лаборант                                                                |
| 9                           | Зіновкіна Надія Іванівна       | 03.11.2010            | середня спеціальна | позапартійна                      | ГПОХ КІАПП, бригадир                                                                                 |
| 10                          | Цейко Світлана Анатоліївна     | 03.11.2010            | вища               | позапартійна                      | Клепинінська сільська рада, землевпорядник                                                           |
| 11                          | Нестеренко Ніна Валер'янівна   | 03.11.2010            | середня            | позапартійна                      | перукарня, перукар                                                                                   |
| 12                          | Рюмшина Лілія Іванівна         | 03.11.2010            | середня            | позапартійна                      | дитячий садок «Калинка», завідувачка                                                                 |
| 13                          | Зозуля Валентина Петрівна      | 03.11.2010            | середня            | позапартійна                      | КІАПВ УААН, лаборант                                                                                 |
| 14                          | Османова Ельвіна Ісметівна     | 03.11.2010            | середня            | позапартійна                      | Красногвардійський територіальний центр, соц.робітник                                                |
| 15                          | Дубникова Олена Віталіївна     | 03.11.2010            | середня            | член Партії регіонів              | Яструбівський сільський будинок, завідувачка                                                         |
| 16                          | Дворченко Віктор Вікторович    | 03.11.2010            | середня            | позапартійний                     | міжрегіональне управління водного господарства Красногвардійського району, оператор насосної станції |
| 17                          | Аблязізова Надіє Айдерівна     | 03.11.2010            | середня            | позапартійна                      | тимчасово не працює                                                                                  |
| 18                          | Канишева Тетяна Георгіївна     | 03.11.2010            | середня спеціальна | позапартійна                      | ПП «Бережной», продавець — касир                                                                     |
| 19                          | Ходцова Ольга Віл'ївна         | 03.11.2010            | вища               | позапартійна                      | Клепинінська сільська рада, діловод                                                                  |
| 20                          | Атаманчук Лілія Радімівна      | 03.11.2010            | незакінчена вища   | позапартійна                      | ПП «Бережной», старший продавець                                                                     |
| 21                          | Вітюк Алла Іванівна            | 03.11.2010            | вища               | позапартійна                      | Карпівська загальноосвітня школа, директор                                                           |
| 22                          | Бєлялов Ленур Єнверович        | 03.11.2010            | середня спеціальна | позапартійний                     | міжрегіональне управління водного господарства, машиніст насосних станцій                            |